# 齊美拉莫
齊美拉莫（英語：Chemi Lhamo），藏裔加拿大人，曾為多倫多大學士嘉堡分校學生及學生會會長。

## 簡歷
拉莫生於藏族人口僅次於西藏本地的南印度藏區拜拉庫比，曾經是無國籍海外藏人，後來移民到加拿大並成長於多倫多藏人聚居的柏杜（Parkdale）社區。拉莫長年透過媒體為族人發聲，她曾經擔任加拿大西藏文化中心（Tibetan Canadian Cultural Centre）實習生，後來她協助成立該委員會的一個小組委員會——「藏人青年聯盟委員會」（Tibetan Youth Alliance Committee），旨在通過舉辦專為藏人青年而設的導師計劃、社區活動以及促進和保護西藏文化，讓年輕的加拿大籍藏人實現更多和更大的成就。此外，她亦曾與第十四世達賴喇嘛經由互聯網交流和合照。現時她是加拿大多倫多大學士嘉堡分校神經科學與心理學系學生，亦於2019年當選為學生會會長。

## 新聞事件

### 學生會事件
2019年2月，拉莫當選成為多倫多大學士嘉堡分校學生會會長，同月8日，一篇標題為《多倫多大學 中國學生的態度》的文章在微信刊登，內容說他們本來不在乎是誰當選會長，直至他們發現拉莫與「自由西藏」（Free Tibet）有關，又說過「西藏從來不是中國的一部分」。文章指，付給多倫多大學的學費中有一部分是給學生會，指責拉莫是「用多大學生的錢為藏獨事業做貢獻」，故號召中國留學生到連署網站change.org上發起簽名，反對她成為學生會會長。拉莫向媒體表示中國留學生從未在公開場合對她作出挑釁，但擔心家人及朋友會受到相關負面言論的影響，又說「社群媒體上的負面言論反而會激勵我運用智慧與同理心來試著對抗無知」。